# بخش آنترومون
بخش آنترومون یکی از بخشهای کانتون وله  در کشور سوئیس است.